# Neuville-en-Avesnois

Neuville-en-Avesnois este o comună în departamentul Nord, Franța. În 1 ianuarie 2022 avea o populație de 303 de locuitori.